# Campeonato Nacional da 1ª Divisão de Andebol 1964–65
O Campeonato Português de Andebol Masculino (Seniores) de 1964/65 foi a 13ª edicão, competição organizada pela Federação de Andebol de Portugal. Numa primeira fase as 18 equipas foram agrupadas em três zonas, norte, centro e sul, com seis equipas cada, a fase seguinte a zona sul apurava duas equipas e uma equipa da zona centro e a zona norte apurava duas equipas e uma equipa da zona centro, os vencedores destas duas zonas disputariam um lugar na final que decidiria o título. FC Porto conquistou o seu 8º Título. (3º consecutivo - Tricampeão).

## Classificação 2ª Fase Zona Sul
| Pos | Equipa      | J | V | E | D | GM | GS | Diff | Pts |
| --- | ----------- | - | - | - | - | -- | -- | ---- | --- |
| 1   | Almada      | 4 | 3 | 0 | 1 | 96 | 52 | +44  | 10  |
| 2   | Sporting CP | 4 | 2 | 1 | 1 | 79 | 74 | +5   | 9   |
| 3   | GA Vareiro  | 4 | 0 | 1 | 3 | 49 | 98 | -49  | 5   |

Final – FC Porto – Almada, ?